# Енио Мориконе
 Тази статия е за италианския композитор.  За градчето в Централна Италия вижте Мориконе (Италия).  
Енио Мориконе (на италиански: Ennio Morricone) е италиански композитор, който е известен със своята филмова музика.  Той е написал музиката към повече от 570 филма, само 30 от които уестърни. Въпреки това, той е известен най-вече с тях, като една от най-известните му творби е музиката, която е написал за превърналия се в класика филм на Серджо Леоне „Добрият, лошият и злият“.

## Биография
Мориконе е роден в Рим и изучава тромпет, композиция и хорова музика и хорово дирижиране в Консерваторията на Национална академия „Санта Чечилия“. Той започва да пише музика към филми през 1955 г., но продължава да композира класическа музика. През 1956 г. се жени за Мария Травия. През 1964 г. започва прочутото му сътрудничество с режисьора Серджо Леоне, както и с Бернардо Бертолучи. През 1965 г. пише музиката към „За шепа долари“ на Серджо Леоне, а по-късно и към други спагети-уестърни. До 1968 г. той намалява работата си извън филмовото изкуство, като през тази година написва музика за 20 филма.
Енио Мориконе пише музиката за култовата поредица „Октопод“ – La Piovra.

## Отличия
Той получава първия си Сребърна лента през 1970 г. за музиката към „Представи си, че една вечер на вечеря“ (Metti, una Sera a Cena), а втората идва само след година, за „Сако и Ванцети“. През 1979 г. е номиниран за Оскар за пръв път за музиката към „Райски дни“, през 1986 г. за „Мисията“, 1987 г. – „Недосегаемите“, и през 2001 г. за „Малена“. През 2007 г. получава Оскар за цялостно творчество. През март 2008 г. чилийският президент Мишел Башле му връчва Ордена „Пабло Неруда“ за заслуги към изкуството и културата.
Удостоен с титлата Почетен доктор на Нов български университет (11 декември 2013 г.).

## Творчество
Често филмовата музика на Мориконе се записва от други музиканти: Уго Монтенегро имал хит от версия на темата от „Добрият, лошият и злият“ в САЩ и в Обединеното кралство, и след това записал албум с музика на Мориконе през 1968 г. Джон Зорн записал албума „The Big Gundown“ с музика на Енио Мориконе в средата на 1980-те.

## Избрана филмография
| година | филм                                                        | оригинално заглавие              | режисьор                                    |
| ------ | ----------------------------------------------------------- | -------------------------------- | ------------------------------------------- |
| 1964   | За шепа долари                                              | Per Un Pugno Di Dollari          | Серджо Леоне                                |
| 1965   | За няколко долара повече                                    | Per qualche dollaro in più       | Серджо Леоне                                |
| 1966   | Добрият, лошият и злият                                     | Il buono, il brutto, il cattivo  | Серджо Леоне                                |
| 1966   | Птичища и птички                                            | Uccellacci e uccellini           | Пиер Паоло Пазолини                         |
| 1967   | Вещиците                                                    | Le streghe                       | Висконти, Болонини, Пазолини, Роси, Де Сика |
| 1968   | Имало едно време на Запад                                   | Once Upon a Time in the West     | Серджо Леоне                                |
| 1968   | Теорема                                                     | Teorema                          | Пиер Паоло Пазолини                         |
| 1968   | Партньор                                                    | Partner                          | Бернардо Бертолучи                          |
| 1969   | Галилео Галилей                                             | Galileo                          | Лилиана Кавани                              |
| 1970   | Следствие по делото на гражданина извън всякакво подозрение |                                  | Елио Петри                                  |
| 1970   | Две мулета за сестра Сара                                   | Two Mules for Sister Sara        | Дон Сийгъл                                  |
| 1971   | Декамерон                                                   | Il Decameron                     | Пиер Паоло Пазолини                         |
| 1971   | Сако и Ванцети                                              | Sacco e Vanzetti                 | Джулиано Монталдо                           |
| 1972   | Кентърбърийски разкази                                      | I racconti di Canterbury         | Пиер Паоло Пазолини                         |
| 1974   | Цветът на Хиляда и една нощ                                 | Il fiore delle mille e una notte | Пиер Паоло Пазолини                         |
| 1975   | Сало, или 120-те дни на Содом                               | Salò o le 120 giornate di Sodoma | Пиер Паоло Пазолини                         |
| 1976   | Двадесети век                                               | Novecento                        | Бернардо Бертолучи                          |
| 1977   | Заклинателят 2: Еретикът                                    | Exorcist II: The Heretic         | Джон Бурман                                 |
| 1978   | Райски дни                                                  | Days of Heaven                   | Терънс Малик                                |
| 1978   | Остани какъвто си                                           | Così come sei                    | Алберто Латуада                             |
| 1979   | Пътуване с Анита                                            | Viaggio con Anita                | Марио Моничели                              |
| 1981   | Професионалистът                                            | Le Professionnel                 | Жорж Лотнер                                 |
| 1982   | Нещото                                                      | The Thing                        | Джон Карпентър                              |
| 1984   | Имало едно време в Америка                                  | Once Upon a Time in America      | Серджо Леоне                                |
| 1985   | Червената Соня                                              | Red Sonja                        | Ричард Флейшър                              |
| 1986   | Мисията                                                     | The Mission                      | Ролан Жофе                                  |
| 1987   | Недосегаемите                                               | The Untouchables                 | Брайън Де Палма                             |
| 1988   | Ново кино „Парадизо“                                        | Nuovo Cinema Paradiso            | Джузепе Торнаторе                           |
| 1990   | Ела, завържи ме!                                            | ¡Átame!                          | Педро Алмодовар                             |
| 1991   | Бъгси                                                       | Bugsy                            | Бари Левинсън                               |
| 1993   | Под прицел                                                  | In the Line of Fire              | Волфганг Петерсен                           |
| 1995   | Човекът със звездите                                        | L'uomo delle stelle              | Джузепе Торнаторе                           |
| 1997   | Лолита                                                      | Lolita                           | Еидриън Лайн                                |
| 1997   | Обратен завой                                               | U Turn                           | Оливър Стоун                                |
| 1998   | Легенда за пианиста                                         | The Legend of 1900               | Джузепе Торнаторе                           |
| 2000   | Малена                                                      | Malèna                           | Джузепе Торнаторе                           |
| 2000   | Вател                                                       | Vatel                            | Ролан Жофе                                  |
| 2000   | Мисия до Марс                                               | Mission to Mars                  | Брайън Де Палма                             |
| 2005   | Карол. Човекът, който стана папа                            | Karol: A Man Who Became Pope     | Джакомо Батиато                             |
| 2013   | Най-добрата оферта                                          | The Best Offer                   | Джузепе Торнаторе                           |
| 2015   | Омразната осморка                                           | The Hateful Eight                | Куентин Тарантино                           |